# Super-Soldier
Super-Soldier is een superheld uit de strips van Amalgam Comics. Hij is een combinatie van Marvel Comics’ Captain America en DC Comics' Superman.

## Biografie
Gedurende de Tweede Wereldoorlog werkte de Amerikaanse overheid aan een zogenaamde “supersoldaten” formule, gebaseerd op lichaamscellen van het lijk van een buitenaardse wezen. Deze formule zou een gewoon mens kunnen veranderen in de ultieme vechtmachine. De formule werd uitgetest op Clark Kent, een jonge vrijwilliger.
De formule gaf Kent enorme krachten en vaardigheden. Hij werd de grootste aanwinst van het Amerikaanse leger, en kreeg tijdelijk een helper in de vorm van American Girl. Tevens werd hij lid van de All-Star Winners Squadron. Zijn grootste vijand was naast de nazi’s de HYDRA organisatie, die in het geheim werd geleid door Green Skull.
In maart 1942 had Super-Soldier de oorlog zo goed als gewonnen, totdat de Duitsers hun geheime wapen loslieten: Ultra-Metallo. De strijd tussen Ultra-Metallo en Super-Soldier eindigde op de noordpool, waar Super Soldier zich opofferde om de robot te verslaan. Zelf belandde hij in het ijskoude water en werd ingevroren.
In de jaren erop werden meer Super-Soldier programma’s ontwikkeld, waaronder het Weapon X programma waar Dark Claw mee werd gemaakt, en de creatie van Spider-Boy.
50 jaar na te zijn ingevroren werd Super-Soldiers lichaam gevonden door de JLA. Ze ontdooiden hem, waarna hij ontwaakte uit zijn schijndode toestand. Na te zijn gewend aan de moderne tijd werd hij lid van dit team, en uiteindelijk zelfs leider. Als Clark Kent ging hij werken bij de Daily Planet.
Al snel ontdekte Super-Soldier dat Lex Luthor, alias Green Skull, ook nog in leven was. Dit vormde het begin van nog een lange strijd tussen de twee. Uiteindelijk was Super-Soldier in staat om Luthor te ontmaskeren, waarna hij werd gearresteerd. Ook vocht hij met de alien Doomnaut.

## Krachten en vaardigheden
Super-Soldier beschikt over dezelfde krachten als Superman. Tevens is hij net als Captain America een zeer ervaren vechter, leider en militair strateeg. Die combinatie maakt hem tot een gevaarlijke tegenstander.

## Vijanden
Super-Soldier heeft een vaste groep van vijanden:
- Doomnaut
- Dr. Doomsday
- Green Skull, aka Lex Luthor
- HYDRA
- Major Zemo
- Ultra-Metallo